# Млечник желтоватый
Млечник желтоватый (лат. Lactárius lutéolus) — вид грибов рода Млечник (Lactarius) семейства Сыроежковые (Russulaceae).

## Описание
- Шляпка 2,5—8 см в диаметре, у молодых грибов выпуклой формы, затем раскрывается до плоской и вдавленной, белого или желтоватого цвета, с возрастом иногда буреющая, при подсыхании становится мучнисто-бархатистой, обычно без концентрических зон.
- Гименофор пластинчатый. Пластинки приросшие к ножке или слабо нисходящие на неё, расположенные часто, беловатого цвета, с возрастом желтеющие, а при повреждении буреющие, у ножки иногда разветвтлённые.
- Мякоть беловатая, на воздухе коричневеет, с пресным вкусом или пресным или неприятным запахом. Млечный сок белого цвета, на воздухе цвет не меняющий, клейкий, обильный, с пресным вкусом.
- Ножка 2,5—6 см длиной и 0,5—1,2 см толщиной, беловатого или кремового цвета, сухая, бархатистая, при повреждении буреющая, с ватной мякотью.
- Споровый порошок белого или кремового цвета. Споры 7—9×5,5—7 мкм, эллиптической формы, покрытые немногочисленными мелкими бородавками. Базидии четырёхспоровые, 32—43×6—8 мкм. Псевдоцистиды и плевроцистиды 47—70×3—6 мкм. Хейлоцистиды 28—40×3—5 мкм, веретеновидной формы, часто булавовидные, с тонкими стенками.

## Экология и ареал
Произрастает на земле в лиственных и смешанных лесах. Известен из Северной Америки и Японии.

## Сходные виды
От видов из секции Albati отличается цветом реакции с железным купоросом (FeSO4). В отличие от них, его мякоть синеет.